# Годунов
„Годунов“ е руски исторически телевизионен сериал с участието на Сергей Безруков, режисиран от Алексей Андрианов от първи сезон и Тимур Алпатов от втори сезон. Първия сезон на сериала се излъчва от 5 до 8 ноември 2018 г. по руския телевизионен канал „Русия 1“, а втория сезон се излъчва от 25 до 29 март 2019 г.

## Сюжет
Сериалът разказва за исторически събития, обхващащи периода от късното управление на Иван Грозни до възкачването на руския трон на Михаил Фьодорович Романов. В центъра е съдбата на семейство Годунови – цар Борис Годунов, съпругата му Мария, сестра Ирина, синът му Фьодор и дъщеря му Ксения.
Създателите на поредицата взеха за основа романа-хроника на съветския исторически романист Константин Бадигин – „Корабокрушение на остров Надежда“ (1978). Романът разказва за идването на власт на Борис Годунов и за борбата на индустриалците от Строганови с английските търговци, които търсят път към Сибирската мангазея. Авторите леко промениха сюжетните линии, като ги опростиха и замениха някои от героите. Някои сцени (смъртта на Грозни, „песента за Ярил“) са цитирани дословно.

## Критика
Военният историк Клим Жуков разкритикува създателите на сериала по негово мнение за неуспешния подбор на актьорите, слабата работа на режисьора, сценаристите, гримьорите, несъответствие на костюмите с историческата епоха, както и несъответствието на някои събития, показани в поредицата с исторически факти. Патриотичните публицисти (например Йегор Холмогоров) оценяват поредицата много високо.

## В България
В България сериалът започна излъчване на първи сезон на 15 декември 2020 г., с разписание всеки делник от 22:00 ч. и завърши на 29 декември. Втория сезон, озаглавен „Годунов: Продължението“ започна на 11 януари 2021 г. и завърши на 21 януари.
На 13 октомври 2021 г. започва повторно излъчване по БНТ 3 и завърши на 4 ноември, всеки делник от 23:00 ч.
Българския дублаж е направен от дирекция „Програмно съдържание“ и екипът се състои от:
| Преводач            | Деляна Стоянова                                                                 |
| Редактор            | Недялка Арнаудова                                                               |
| Тонрежисьор         | Аделина Петрова Атанас Кулински                                                 |
| Режисьор на дублажа | Цветана Янакиева                                                                |
| Озвучаващи артисти  | Гергана Стоянова София Джамджиева Даниел Цочев Николай Николов Любомир Младенов |